# Axiopsis
Axiopsis är ett släkte av kräftdjur. Axiopsis ingår i familjen Axiidae.
Kladogram enligt Catalogue of Life:
| Axiopsis | \| \| Axiopsis affinis \| \| \| \| \| \| Axiopsis australiensis \| \| \| \| \| \| Axiopsis baronai \| \| \| \| \| \| Axiopsis bythos \| \| \| \| \| \| Axiopsis caespitosa \| \| \| \| \| \| Axiopsis consobrina \| \| \| \| \| \| Axiopsis habereri \| \| \| \| \| \| Axiopsis irregularis \| \| \| \| \| \| Axiopsis serratifrons \| \| \| \| \| \| Axiopsis tenuicornis \| \| \| \| \| \| Axiopsis tsushimaensis \| \| \| \| \| \| Axiopsis werribee \| \| \| \| |
|          | \| \| Axiopsis affinis \| \| \| \| \| \| Axiopsis australiensis \| \| \| \| \| \| Axiopsis baronai \| \| \| \| \| \| Axiopsis bythos \| \| \| \| \| \| Axiopsis caespitosa \| \| \| \| \| \| Axiopsis consobrina \| \| \| \| \| \| Axiopsis habereri \| \| \| \| \| \| Axiopsis irregularis \| \| \| \| \| \| Axiopsis serratifrons \| \| \| \| \| \| Axiopsis tenuicornis \| \| \| \| \| \| Axiopsis tsushimaensis \| \| \| \| \| \| Axiopsis werribee \| \| \| \| |
|          | Acanthaxius |
|          | |
|          | Allaxius |
|          | |
|          | Anophthalmaxius |
|          | |
|          | Axiorygma |
|          | |
|          | Axius |
|          | |
|          | Bouvieraxius |
|          | |
|          | Calaxius |
|          | |
|          | Calocarides |
|          | |
|          | Coralaxius |
|          | |
|          | Dorphinaxius |
|          | |
|          | Eiconaxius |
|          | |
|          | Eutrichocheles |
|          | |
|          | Marianaxius |
|          | |
|          | Neaxiopsis |
|          | |
|          | Neaxius |
|          | |
|          | Oxyrhynchaxius |
|          | |
|          | Parascytoleptus |
|          | |
|          | Paraxiopsis |
|          | |
|          | Paraxius |
|          | |
|          | Platyaxius |
|          | |
|          | Scytoleptus |
|          | |
|          | Spongiaxius |
|          | |
|          | Axiopsis affinis |
|          | |
|          | Axiopsis australiensis |
|          | |
|          | Axiopsis baronai |
|          | |
|          | Axiopsis bythos |
|          | |
|          | Axiopsis caespitosa |
|          | |
|          | Axiopsis consobrina |
|          | |
|          | Axiopsis habereri |
|          | |
|          | Axiopsis irregularis |
|          | |
|          | Axiopsis serratifrons |
|          | |
|          | Axiopsis tenuicornis |
|          | |
|          | Axiopsis tsushimaensis |
|          | |
|          | Axiopsis werribee |
|          | |

|  | Axiopsis affinis       |
|  |                        |
|  | Axiopsis australiensis |
|  |                        |
|  | Axiopsis baronai       |
|  |                        |
|  | Axiopsis bythos        |
|  |                        |
|  | Axiopsis caespitosa    |
|  |                        |
|  | Axiopsis consobrina    |
|  |                        |
|  | Axiopsis habereri      |
|  |                        |
|  | Axiopsis irregularis   |
|  |                        |
|  | Axiopsis serratifrons  |
|  |                        |
|  | Axiopsis tenuicornis   |
|  |                        |
|  | Axiopsis tsushimaensis |
|  |                        |
|  | Axiopsis werribee      |
|  |                        |